# کیتا-کو، ناگویا
کیتا-کو، ناگویا (به لاتین: Kita-ku, Nagoya) یک منطقهٔ مسکونی در ژاپن است که در ناگویا واقع شده‌است. کیتا-کو ۱۷٫۵۵ کیلومترمربع مساحت و ۱۶۴٬۶۱۹ نفر جمعیت دارد.